# Scarlet Love Song
«Scarlet Love Song -Buddha Mix-» — песня японской метал-группы X Japan, созданная как финальная тема аниме-фильма Buddha и выпущенная 8 июня 2011 года. Является первой композицией группы, записанной при участии гитариста Сугидзо.

## О песне
Ёсики написал песню по просьбе создателей аниме-фильма, снятого по мотивам манги Buddha и выпущенного 28 мая 2011 года. Получив просьбу, он сначала посмотрел фильм и прочитал мангу.
Впервые «Scarlet Love Song» была исполнена 6 марта 2011 года на стадионе Ёёги.
Песня стала доступной для скачивания 8 июня 2011 года. Она заняла 1-е место в iTunes в Японии и достигла 33-го места в чарте Billboard Japan Hot 100.

## Участники записи
- Тоси — вокал
- Сугидзо[англ.] — гитара
- Пата — гитара
- Хит — бас-гитара
- Ёсики — ударные, клавишные